# 152299 Vanautgaerden
152299 Vanautgaerden este un asteroid din centura principală de asteroizi.

## Descriere
152299 Vanautgaerden este un asteroid din centura principală de asteroizi. A fost descoperit pe 11 octombrie 2005 la Uccle de Peter De Cat. Asteroidul prezintă o orbită caracterizată de o semiaxă mare de 2,42 ua, o excentricitate de 0,13 și o înclinație de 6,8° în raport cu ecliptica.